# Forges (Orne)
Forges ist eine Commune déléguée in der französischen Gemeinde Écouves mit 214 Einwohnern (Stand: 1. Januar 2019) im Département Orne in der Region Normandie. Die Einwohner werden Forgerons und Forgeronnes genannt.
Die Gemeinde Forges wurde am 1. Januar 2016 mit Radon und Vingt-Hanaps zur Commune nouvelle Écouves zusammengeschlossen. Sie hat seither den Status einer Commune déléguée.

## Geografie
Forges liegt etwa acht Kilometer nordnordöstlich von Alençon.

## Bevölkerungsentwicklung
| Jahr                      | 1962 | 1968 | 1975 | 1982 | 1990 | 1999 | 2006 | 2013 |
| Einwohner                 | 267  | 231  | 245  | 235  | 223  | 250  | 238  | 220  |
| Quelle: Cassini und INSEE |      |      |      |      |      |      |      |      |

## Sehenswürdigkeiten
- Kirche La Nativité-de-Notre-Dame